# Акмальханов, Шавкат Асамович
Шавкат Асамович Акмальханов (Акмалхонов; 18 августа 1933 — 11 октября 2020) — советский учёный в области зоотехнии, академик ВАСХНИЛ (1985), иностранный член РАСХН (1992) и Российской академии наук (2014).

## Биография
Родился 18 августа 1933 г. в Ташкенте. Окончил Самаркандский СХИ (1961).
В 1956—1958 главный зоотехник Ак-Курганской МТС Ташкентской области.
В 1958—1984 в Узбекском НИИ животноводства: аспирант, старший научный сотрудник, директор.
В 1984—1990 вице-президент, президент Среднеазиатского отделения ВАСХНИЛ.
С 1990 г. руководитель центра по производству молока и кормления с.-х. животных НПО «Племэлита».
Доктор с.-х. наук (1974, тема диссертации «Молочная продуктивность, состав и свойства молока крупного рогатого скота, разводимого в условиях жаркого климата Узбекистана»), профессор (1977), академик ВАСХНИЛ (1985, член-корреспондент с 1978). Академик Узбекской академии с.-х. наук.
Разработчик физиологических и биологических основ адаптации культурных пород крупного рогатого скота в Узбекистане. Дал рекомендации по повышению продуктивности и рациональному использованию коров в условиях промышленной технологии в аридной зоне.

## Награды, премии, почётные звания
Заслуженный деятель науки УзССР (1983). Награждён двумя орденами Трудового Красного Знамени (1970, 1977), орденом Дружбы народов (1982), медалью «За трудовое отличие» (1976).

## Труды
Автор более 200 научных трудов. Получил 8 авторских свидетельств на изобретения.
Публикации:
- Кормление сельскохозяйственных животных и птиц [Текст] / Ред. коллегия: Ш. А. Акмальханов (пред.) [и др.]. — Ташкент : [б. и.], 1973. — 400 с. : ил.; 22 см. — (Труды Узбекского научно-исследовательского института животноводства/ М-во сельск. хоз-ва УзССР. Гл. упр. с.-х. науки; Вып. 18).
- Молочное и мясное скотоводство [Текст] : [Сб. статей] / Редкол.: Ш. А. Акмальханов (отв. ред.) и др. — Ташкент : МСХ УзССР, 1977. — 183 с. : ил.; 21 см. — (Труды УзНИИЖ / М-во с. х. УзССР. Гл. упр. пропаганды и внедрения достижений науки и передового опыта; Вып. 28).
- Разведение сельскохозяйственных животных и птицы [Текст] / Ред. коллегия: Ш. А. Акмальханов (отв. ред.) и др. — Ташкент : [б. и.], 1974. — 259 с. : табл.; 22 см. — (Труды Узбекского научно-исследовательского института животноводства/ М-во сельск. хоз-ва УзССР. Глав. упр. с.-х. науки; Вып. 19).
- Разведение и кормление сельскохозяйственных животных и птиц [Текст] / Ред. коллегия.: Ш. А. Акмальханов (отв. ред.) [и др.]. — Ташкент : [б. и.], 1976. — 138 с. : ил.; 22 см. — (Труды Узбекского научно-исследовательского института животноводства/ М-во сельск. хоз-ва УзССР. Гл. упр. с.-х. науки; Вып. 25).
- Генетика и разведение сельскохозяйственных животных, птиц и пчел [Текст] / Ред. коллегия: Ш. А. Акмальханов (отв. ред.) [и др.]. — Ташкент : [б. и.], 1976. — 89 с.; 22 см. — (Труды Узбекского научно-исследовательского института животноводства / М-во сел. хоз-ва УзССР. Гл. упр. с.-х. науки; Вып. 23).
- Итоги исследований по кормопроизводству, разведению, кормлению и физиологии сельскохозяйственных животных. (1940—1966) [Текст] : [Сборник статей] / [Ред. коллегия: Ш. А. Акмальханов (отв. ред.) и др.] ; М-во сел. хоз-ва УзССР. Науч.-исслед. ин-т животноводства. — Ташкент : Фан, 1970. — 321 с. : черт.; 22 см.